# Кузик Роман Вікторович
Роман Вікторович Кузик (нар. 3 серпня 2005, Київ, Україна) — український футболіст, правий вінґер ковалівського «Колоса».

## Життєпис
Народився в Києві. У ДЮФЛУ з 2019 по 2022 рік виступав за «Колос». Починаючи з сезону 2022/23 років виступав за вище вказаний клуб у юнацькому чемпіонаті України. В Прем'єр-лізі України дебютував 2 березня 2025 року в програному (1:2) виїзному поєдинку 19-го туру проти рівненського «Вереса». Роман вийшов на поле на 90+4-й хвилині замість Ніки Гагнідзе.

## Особисте життя
Брат, Денис Кузик, також професійний футболіст.